# Стенько, Григорий Терентьевич
Григорий Терентьевич Стенько (1928, Синельниковский район, Днепропетровский округ, Украинская ССР — ?) — советский хозяйственный, государственный и политический деятель.

## Биография
Родился в 1928 году в украинской семье. Член КПСС с 1960 года.
С 1945 года — на хозяйственной, общественной и политической работе. В 1945—1988 годы — столяр, плотник на заводе, ученик школы ФЗО, подручный сталевара, сталевар мартеновского цеха Нижнеднепровского трубопрокатного завода имени Карла Либкнехта города Днепропетровска Украинской ССР, ударник коммунистического труда.
Избирался депутатом Верховного Совета СССР 8-го, 9-го и 10-го созывов.